# Panopoulo
Panopoulo  este un oraș în Grecia în Prefectura Arcadia.